# Дурлештяну, Мариана Ивановна
Марьяна Ивановна Дурлештяну (рум. Mariana Durleșteanu; род. 5 сентября 1971, Кишинёв, Молдавская ССР, СССР) — молдавский государственный и политический деятель, экономист, дипломат. Министр финансов Республики Молдова (31 марта 2008 — 25 сентября 2009), Чрезвычайный и полномочный посол Республики Молдова в Великобритании и Республике Ирландия (16 ноября 2004 — 8 апреля 2008).

## Биография

### Молодость и образование
Марьяна Дурлештяну родилась 5 сентября 1971 года в Кишинёве.
В 1990—1995 годах училась на экономическом факультете Университета Бабеш-Бойяи в Клуж-Напока, специализация на бухгалтерском учёте и информатике управления, затем получила степень магистра делового администрирования в Международном центре развития школы менеджмента в Бледе, Словения (2000).
В 2007—2008 годах училась в аспирантуре по направлению «экономические и государственные реформы» в Вестминстерском университете в Лондоне.
Впоследствии проходила специализированные курсы, организованные Всемирным банком («Процедуры закупок и погашения кредитов МБРР», Киев, 1996 г.), МВФ («Макроэкономическая политика и анализ, курсы Объединённого Венского института», Вена, 1997 г.) и Merrill Lynch («Международный финансовый рынок, капитал и рыночные операции», курсы Merrill Lynch, Нью-Йорк, США, 1997).

### Карьера
В 1995—1999 годы работала в Министерстве финансов Республики Молдова.
В 1999—2001 работала директором отдела реализации проекта Всемирного банка по развитию частного сектора.
В июле 2001 года она была назначена заместителем министра финансов Республики Молдова, а затем в апреле 2002 года — стала первым заместителем министра финансов, имея в качестве основных обязанностей ведение переговоров с международными финансовыми учреждениями, участие в разработке фискально-бюджетной политики, в разработке стратегии, сокращение бедности и экономический рост, участие в переговорах по Плану действий ЕС-Молдова, в анализе управления государственным долгом и реструктуризации. Она также координировала деятельность следующих ведомств и направлений: Казначейство, Государственный долг, Информационные технологии, Страховой надзор, микрофинансирование и сотрудничество с банковским сектором. В этот период она была заместителем управляющего МВФ по Молдове и управляющим Черноморского банка торговли и развития.
В 2004 году была назначена председателем совета директоров Banca de Economii и заместителем председателя совета директоров АО «Молдовагаз».
17 ноября 2004 года Мариана Дурлештяну была назначена послом Республики Молдова в Великобритании .
31 марта 2008 года на основании вотума доверия Парламента и указа Президента Республики Молдова была назначена министром финансов в правительстве Зинаиды Гречаной. Премьер-министр обосновал назначение на эту должность «своим высоким профессионализм и достижения в финансовой и налоговой сфере во время её пребывания на посту первого заместителя министра финансов, а затем и чрезвычайного и полномочного посла Молдовы в Соединённом Королевстве Великобритании и Северной Ирландии и Республике Ирландия».
В 2019 году вошла в рейтинг самых влиятельных женщин Румынии по версии Forbes, заняв 7-е место.
Свободно владеет румынским, русским и английским языками. Замужем, имеет двоих детей.

### Награды
В 2002 году, занимая пост заместителя министра финансов награждена орденом «Глория Мунчий».

## Парламентские выборы 2021 года
11 февраля 2021 года в момент голосования за кандидатуру Натальи Гаврилицы на пост премьер-министра в парламенте было сформировано «ситуационное парламентское большинство» из 54 депутатов от ПСРМ, группы Pentru Moldova, изменившее свою позицию по отношению к досрочным выборам, предложив на пост премьера экс-министра финансов Мариану Дурлештяну.
13 марта 2021 года Мариана Дурлештяну отказалась быть кандидатом на пост премьера-министра, сославшись на то, что не может допустить, «чтобы моё имя и репутация использовались для сведения счётов между политическими кланами, я приняла это выдвижение только из желания помочь преодолеть кризисы и продвинуть страну вперёд», тем самым её действия создали юридические условия для законного роспуска Парламента Республики Молдова и объявления досрочных парламентских выборов.
16 марта 2021 года Мариана Дурлештяну объяснила своё решение отозвать кандидатуру отсутствием поддержки в политических кругах и обществе. 

«Я не могу позволить, чтобы мое имя использовали для сведения счетов между политическими кланами. Я согласилась быть кандидатом только из желания внести вклад в разрешение кризиса»

«Я не чья-то кукла, как пытаются намекнуть некоторые представители политического класса. Я приняла это предложение, потому что мне не все равно, потому что я устала видеть, как люди становятся жертвами беспринципных политиков. Я согласилась при условии, что смогу создать команду профессионалов, продвигать реформы, чтобы вернуть доверие граждан. Очевидно, что для достижения этой цели нужна широкая поддержка общества и политическая воля»
28 апреля 2021 года президент Республики Молдова Майя Санду распустила законодательный орган и назначила досрочные выборы.
18 мая 2021 года в телевизионной программе «Puterea a Patra» на канале N4 объявила о своём намерении баллотироваться на досрочных парламентских выборах по списку Партии закона и справедливости.

«Я приехала в страну два дня назад, и это связано с моим намерением включиться в политическую жизнь Республики Молдова. Я полагаюсь на командный дух. Я не делаю ничего в одиночку, потому что таким образом вы не сможете достичь своих целей. У меня есть команда, с которой я общаюсь»
1 июня 2021 года «Партия Закона и Справедливости» подала документы для регистрации участия в досрочных парламентских выборах 11 июля 2021 года в ЦИК, список кандидатов в депутаты возглавила Мариана Дурлештяну.